# Hisahito

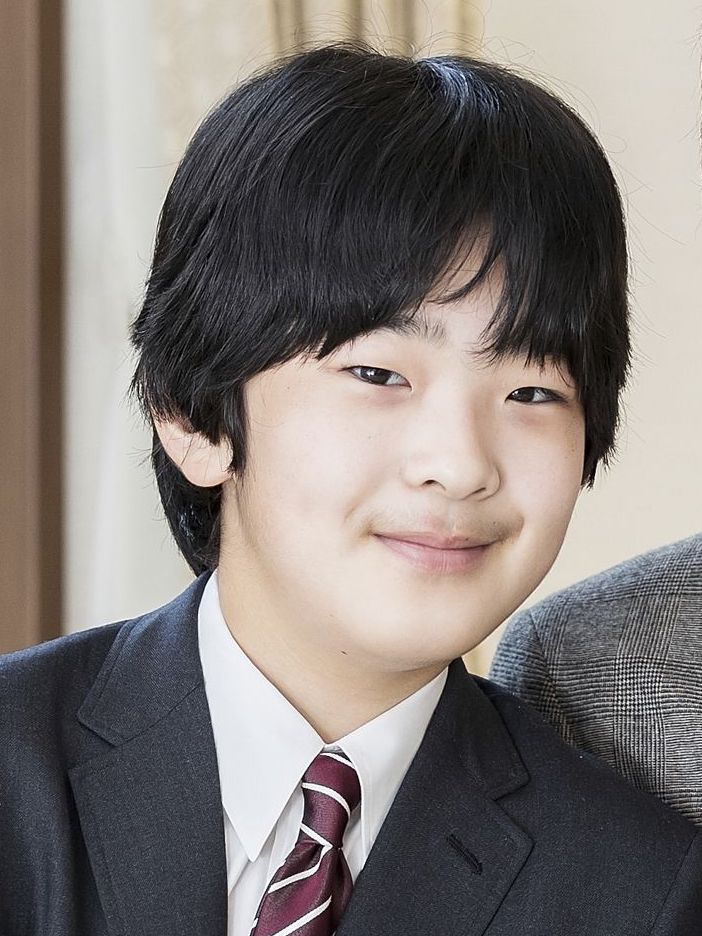
Prinz Hisahito von Akishino (2020)

Prinz Hisahito von Akishino (jap. 悠仁親王, Hisahito-shinnō, * 6. September 2006 in Tokio) ist ein japanischer Prinz des Kaiserhauses und einziger Neffe des derzeitigen Tennō Naruhito. Als einziger Sohn von Prinz Akishino steht Prinz Hisahito nach seinem Vater auf Platz zwei der kaiserlichen Thronfolge.

## Leben
Hisahito ist das jüngste Kind und einziger Sohn von Prinz Fumihito und dessen Frau Prinzessin Kiko. Er wurde im Tokioter Aiiku-Hospital durch Kaiserschnitt geboren. Mit seiner Geburt kam der erste japanische Prinz seit 1965 zur Welt. Dadurch wurde die Nachfolgekrise des Kaiserhauses beendet. Dessen Regel, dass es nur männlichen Mitgliedern gestattet ist, den Thron zu besteigen, erhielt mit der Geburt Hisahitos wieder eine Zukunftsperspektive.
Ab 2013 wurde Hisahito ein Schüler der Grundschule der staatlichen Frauenuniversität Ochanomizu (Ochanomizu University Elementary School), nachdem er seit 2010 einen zur selben Universität gehörigen Kindergarten besucht hatte. Damit war er das erste Mitglied des Kaiserhauses, das entgegen der Tradition nicht die allgemeine Gakushūin-Privatschule (学校法人学習院 Gakkō Hōjin Gakushūin) besuchte. Im April 2019 wechselte Hisahito zur Ochanomizu University Junior High School. Im April 2022 setzte er seine Schulausbildung an der Senior High School der Universität Tsukuba in Tokio fort.
Als Mitglied des japanischen Kaiserhauses trägt er den Titel Seine Kaiserliche Hoheit Prinz Hisahito von Akishino. Der Prinzentitel Akishino, der seinem Vater bei dessen Heirat im Jahr 1990 verliehen worden war (秋篠宮, Akishino-no-miya) und den seither der Familienzweig Prinz Fumihitos trägt, geht auf den Namen des buddhistischen Klosters Akishino-dera zurück, das in der Nähe der Stadt Nara liegt.
Prinz Hisahito interessiert sich besonders für Libellen.

## Thronfolge

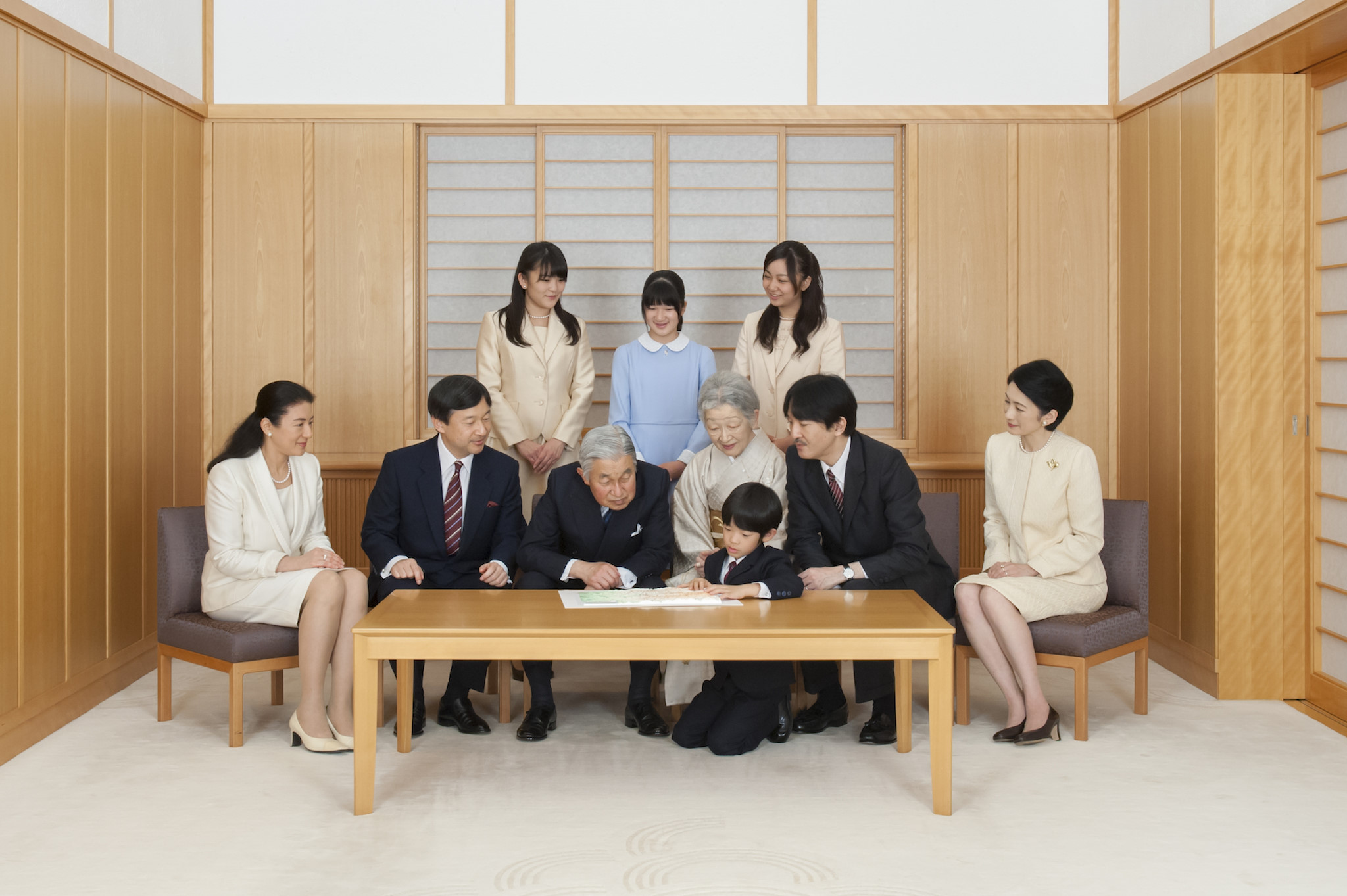
Die kaiserliche Familie (2013)

Nach seinem Vater steht Prinz Hisahito gemäß dem Gesetz über den kaiserlichen Haushalt an zweiter Stelle in der Thronfolge der patrilinearen japanischen Erbmonarchie. Hisahitos ältere Schwestern, die Prinzessinnen Mako und Kako, sind nicht zur Thronfolge zugelassen.
Nach der Geburt von Prinzessin Aiko (* 2001), der Tochter des damaligen Kronprinzen, hatte es eine öffentliche Debatte darüber gegeben, das Gesetz über den kaiserlichen Haushalt zu ändern, um auch Frauen die Thronbesteigung zu ermöglichen. Der damalige Premierminister Jun’ichirō Koizumi berief eine Kommission von Richtern, Universitätsprofessoren und öffentlichen Angestellten ein, um mögliche Änderungen des Gesetzes zu sondieren und Gesetzesvorschläge auszuarbeiten. Mit der Geburt Hisahitos wurde die Debatte über eine Änderung des Gesetzes eingestellt.

## Trivia
In den Schulferien 2019 begleitete Prinz Hisahito seine Eltern bei seiner ersten offiziellen Auslandsreise. Die Familie bereiste zehn Tage das Königreich Bhutan.
2025 hatte Prinz Hisahito seinen ersten öffentlichen Auftritt in der Akasaka-Higashi-Residenz in Tokio, anlässlich einer Pressekonferenz zu seiner Volljährigkeit.